# Zamek we Freÿr
Zamek we Freÿr – zamek, który wraz z ogrodami w stylu Le Nôtre usytuowany jest na lewym brzegu Mozy pomiędzy Waulsort i Dinant (Prowincja Namur, Belgia). Uznawany jest za jeden z głównych zabytków dziedzictwa Walonii.

## Zamek

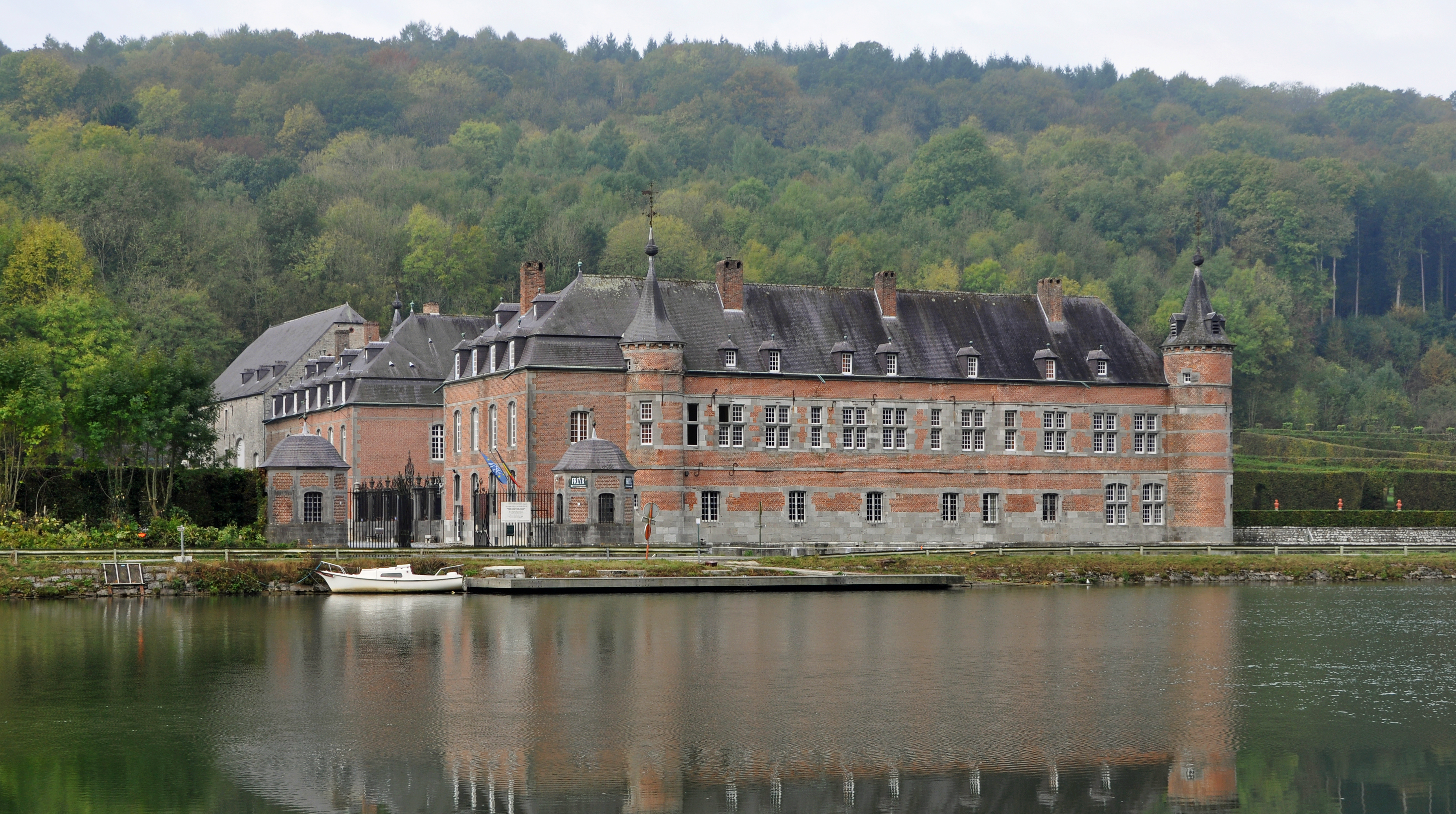
Zamek we Freÿr

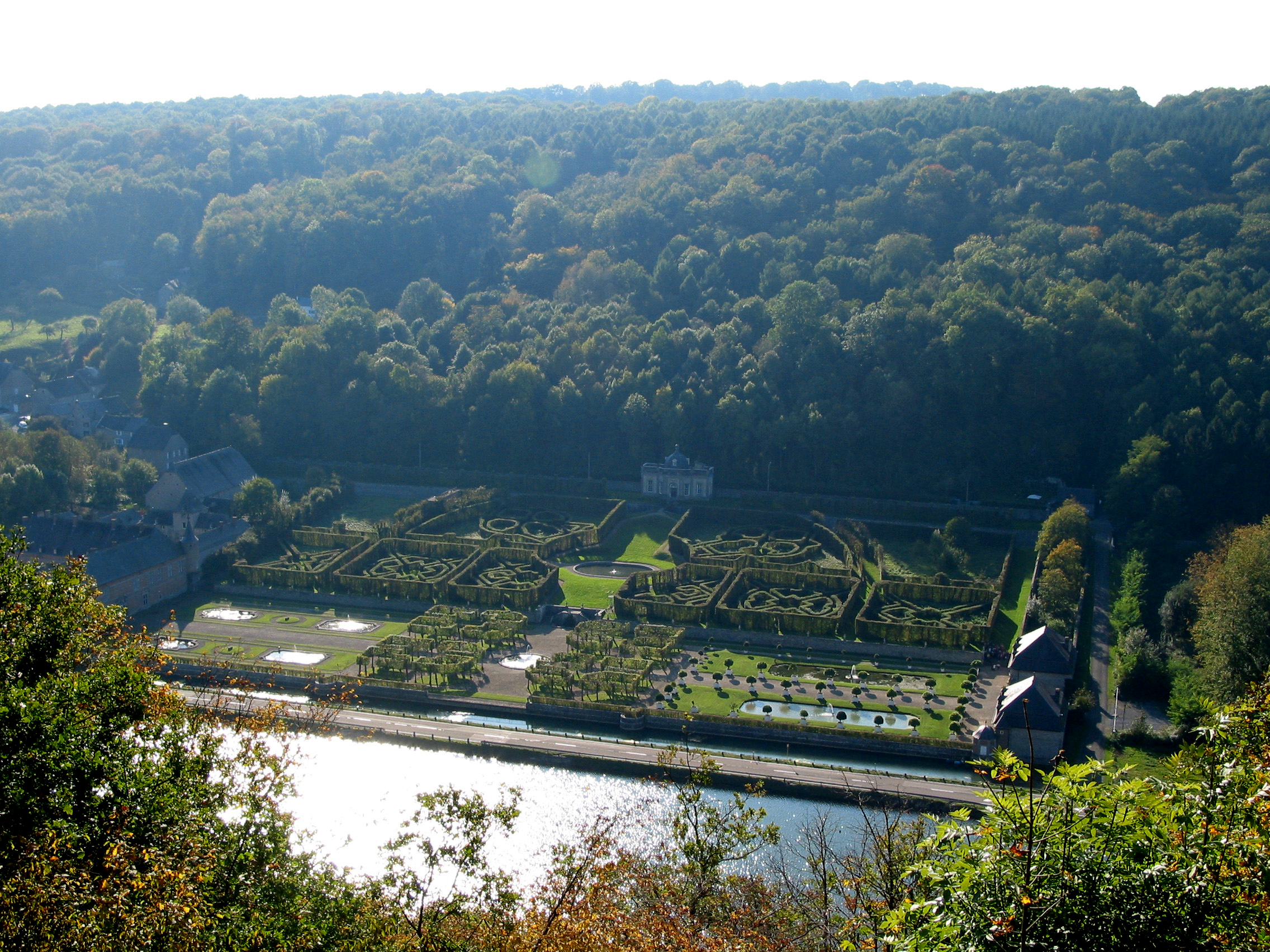
Zamek i ogrody we Freÿr, widok z klifu

Wzniesiony w Średniowieczu, Freÿr był początkowo twierdzą obronną przekazaną w 1378 przez hrabiego Namur jako  lenno Janowi de Rochefort Orjol. Jego wnuczka Maria poślubiła Jacques'a de Beauforta w 1410. Ich potomkowie zachowali posiadłość do dziś.

### Otoczenie
Twierdza została zburzona w 1554 przez Francuzów podczas wojen przeciwko cesarzowi Karolowi V. Najstarsza część obecnego zamku, skrzydło wschodnie zbudowane zostało w 1571 i jest jednym z wczesnych przykładów Renesansu Mozańskiego.
W XVII wieku, budowla została wzmocniona poprzez dodanie trzech skrzydeł, które wraz z najstarszym skrzydłem tworzyły czworobok.
Około 1760, południowe skrzydło zostało zburzone i zastąpione bramą z kutego żelaza wzorowaną na zaprojektowanej przez Jeana Lamoura bramie Placu Stanisława w Nancy. W ten sposób nadano zamkowi jego dzisiejszy kształt.

### Wnętrza
Umeblowanie i dekoracje wnętrz są typowe dla letnich rezydencji arystokracji XVIII wieku. W zamku pozostało wiele elementów oryginalnych, jak okazały hall z malowidłami ściennymi Fransa Snydersa i sufitem pokrytym freskami w stylu Ludwika XV czy kaplica z boazerią w stylu regencji i barokowym ołtarzem.
W pokojach znajdują się zabytkowe meble książąt Beaufort-Spontin jak również ślady historii pozostawione przez królewskich gości (Ludwika XIV, króla Polski Stanisława Leszczyńskiego, czy arcyksiężną Marię Krystynę, najstarszą córkę cesarzowej Marii Teresy) i pamiątki zgromadzone przez 20 pokoleń, wśród nich kareta dla dzieci z XVIII wieku, która zdobyła pierwszą nagrodę na wystawie światowej w Paryżu w 1889.
W 1675 roku w zamku podpisano traktat z Freÿr pomiędzy Francją a Hiszpanią, a także negocjowano traktat o granicach pomiędzy Francją a Biskupstwem Liège. Traktat z Freÿr nazywany jest też traktatem kawowym, ponieważ przy jego podpisywaniu po raz pierwszy w kraju pito kawę.

### Ogrody
Zaprojektowane w 1760 w stylu André Le Nôtre przez kanonika  Guillaume'a de Beaufort-Spontin i powiększone przez jego brata Filipa w 1770. Ogrody usytuowane są na tarasach na lewym brzegu Mozy. Oferują widok na las w kierunku północnym i na rzekę Mozę w kierunku południowym. Spokój ogrodów kontrastuje z nagimi skałami na przeciwnym brzegu rzeki.
Sadzawki i fontanny ożywiają dolny poziom ogrodów, gdzie drzewka pomarańczowe roztaczają swój delikatny zapach. Większość drzewek ma nawet 350 lat. Zostały one sprowadzone do Freÿr na początku XVIII wieku z rezydencji książąt Lotaryngii w Lunéville we Francji. Są one najstarszymi drzewkami doniczkowymi w Europie. Drewniane donice są do dziś budowane według oryginalnego projektu.
Na górnym poziomie znajdują się labirynty z żywopłotu o łącznej długości 6 km. Skrywają one zbiór wzorów inspirowanych figurami z gier karcianych a także rzeźby z terakoty autorstwa Paula-Louisa Cyfflé.
W najwyżej położonym punkcie ogrodów wznosi się pawilon w stylu rokoko zdobiony delikatnymi wzorami ze stiuku. Z pawilonu roztacza się widok na dolinę Mozy.
Na przeciwległym (prawym) brzegu Mozy znajdują się klify o ponad 100-metrowej wysokości z których widać zamek wraz z całym kompleksem ogrodowym.

## Zamki bliźniacze
- Zamek Oron
- Zamek Marksburg
- Villa Rotonda
- Zamek Modave